# Turzyca pagórkowa
Turzyca pagórkowa (Carex montana L.) – gatunek byliny z rodziny ciborowatych. Występuje na rozległych obszarach Europy i na pojedynczych stanowiskach na Syberii. W Polsce spotykany na całym obszarze, ale traci stanowiska w wyniku zaniku i przekształceń świetlistych lasów, zarośli i muraw, które zasiedla.

## Rozmieszczenie geograficzne
Zwarty zasięg obejmuje Europę od Francji po Ural, na północy po południową część Półwyspu Skandynawskiego, na południu po Alpy, Serbię i Bułgarię. Poza tym rozproszony na wyspowych stanowiskach w Hiszpanii, Wielkiej Brytanii, północnych Włoszech, na Krymie i Syberii. W Polsce znany jest z licznych stanowisk, głównie na wschodzie i południowym zachodzie, rzadszy na północnym zachodzie i południowym wschodzie. W górach sięga po regiel dolny. Wiele stanowisk podawanych w literaturze ma charakter historyczny – gatunek ustępuje w wyniku zaniku i przekształceń świetlistych lasów.

## Morfologia

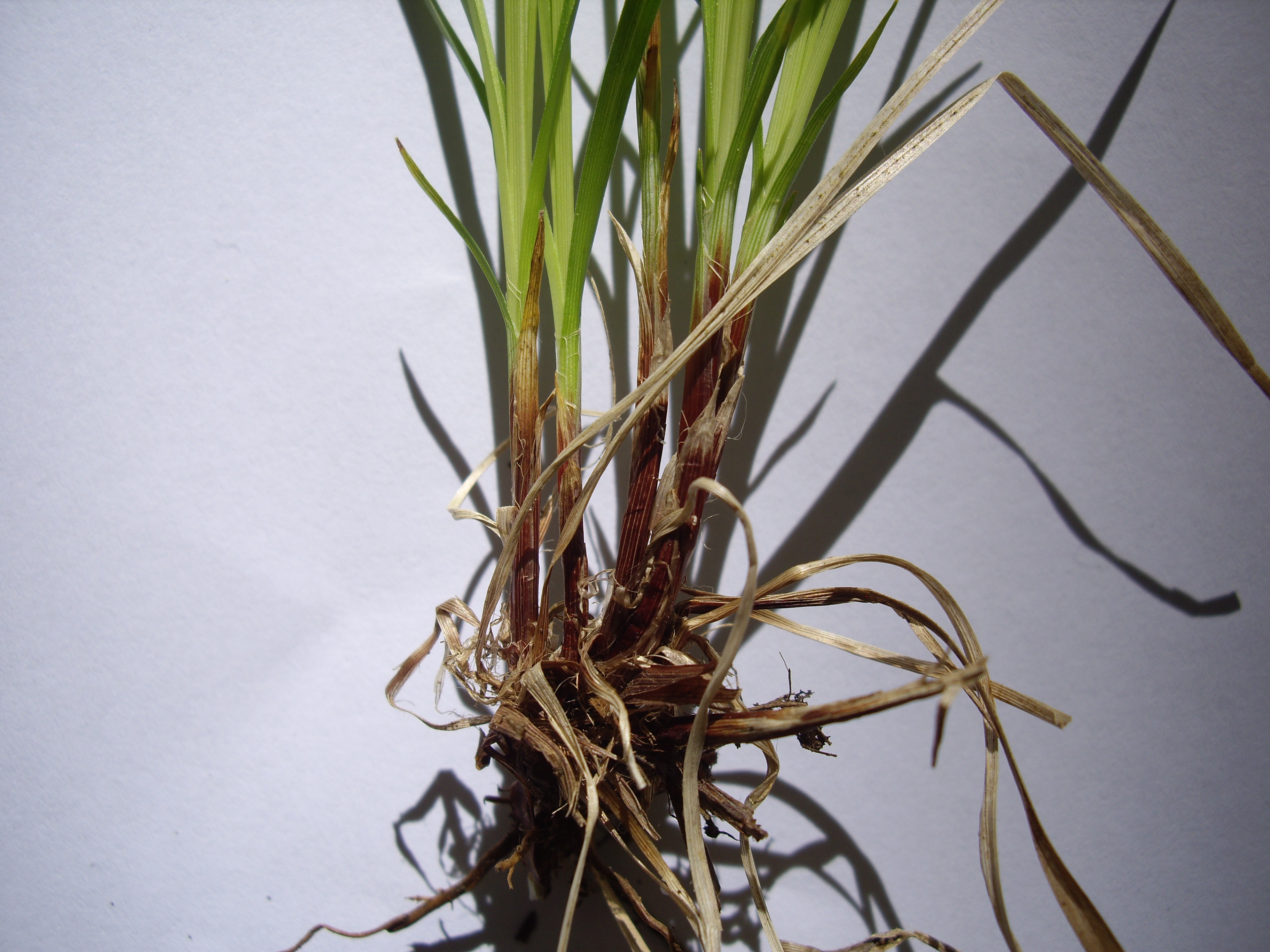
Pochwy liściowe

PokrójRoślina o krótkim i grubym kłączu, tworząca niskie kępy. Łodygi tępokanciaste, nagie, prosto wzniesione i osiągające zwykle 10–20 cm, rzadko 40 cm wysokości.
LiścieŻółtawozielone, u nasady z pochwami purpurowymi do ciemnoczerwonych, włókniste, zwłaszcza przy starszych liściach. Blaszki liściowe płaskie lub słabo V-kształtne na przekroju, o szerokości 1,5–2 mm, szorstkie na brzegach.
KwiatyZebrane w szczytowy kwiatostan złożony o łącznej długości 2–4 cm, składający się z kłosa szczytowego zawierającego tylko kwiaty męskie oraz jednego lub dwóch kłosków dolnych z kwiatami żeńskimi. Cały kwiatostan złożony wsparty jest krótszą od niego podsadką pozbawioną pochwy. Kłos męski jest walcowaty do szerokowrzecionowatego, o długości 1–2 cm. Kłoski żeńskie są jajowate, osiągają 6–8 mm długości, są siedzące na łodydze tuż pod kłosem męskim. Kwiaty i później owoce wsparte są przysadkami czerwonobrązowymi do czarnych, z zielonym grzbietem, kształtu jajowatego, na szczycie zaostrzonymi i długości podobnej lub nieco krótszej od pęcherzyków (owoców).
OwoceJajowate pęcherzyki u dołu zwężone, na szczycie z dzióbkiem krótkim i uciętym, zielonkawe i owłosione. Osiągają 3–4 mm długości.

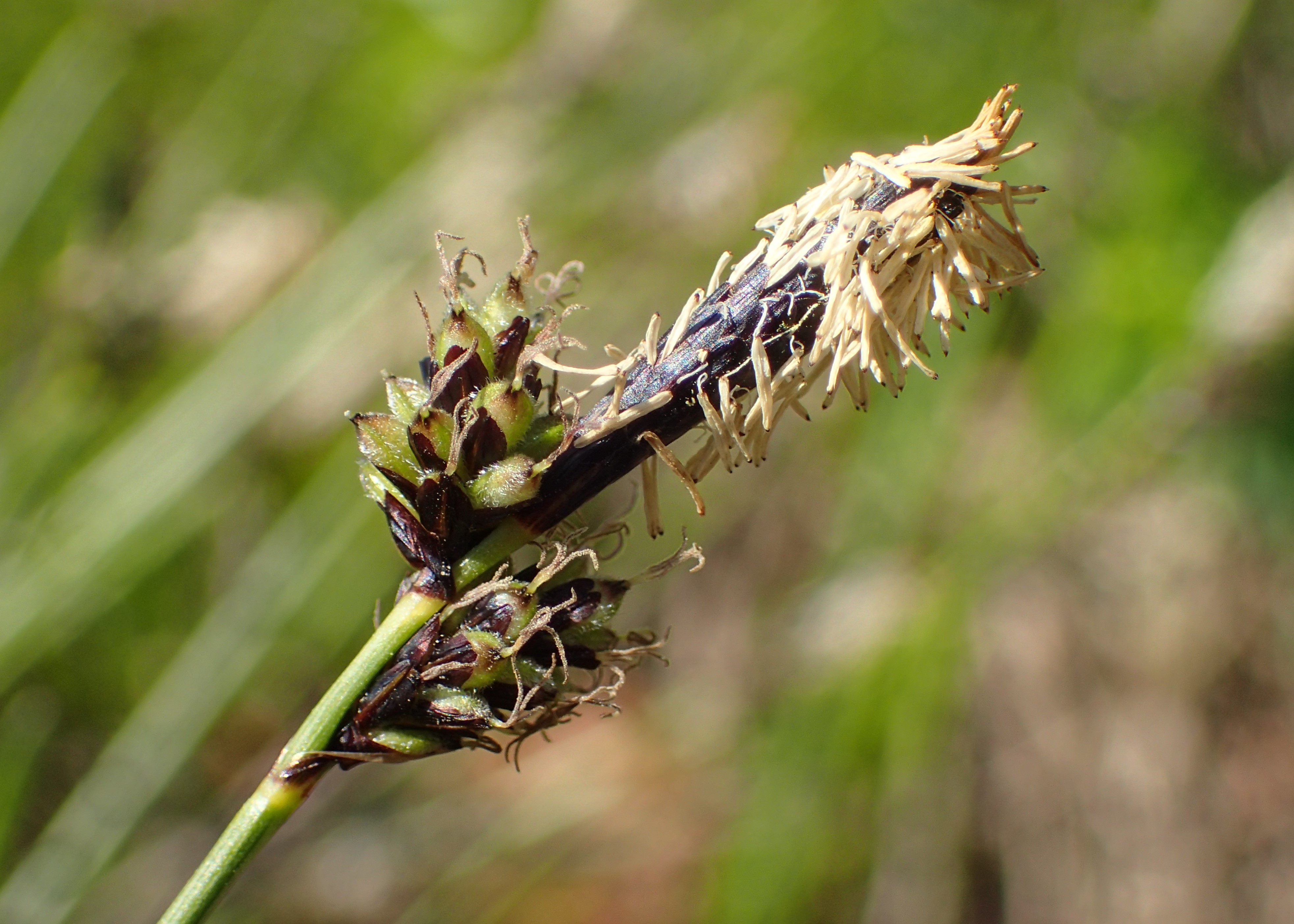
Kwiatostan
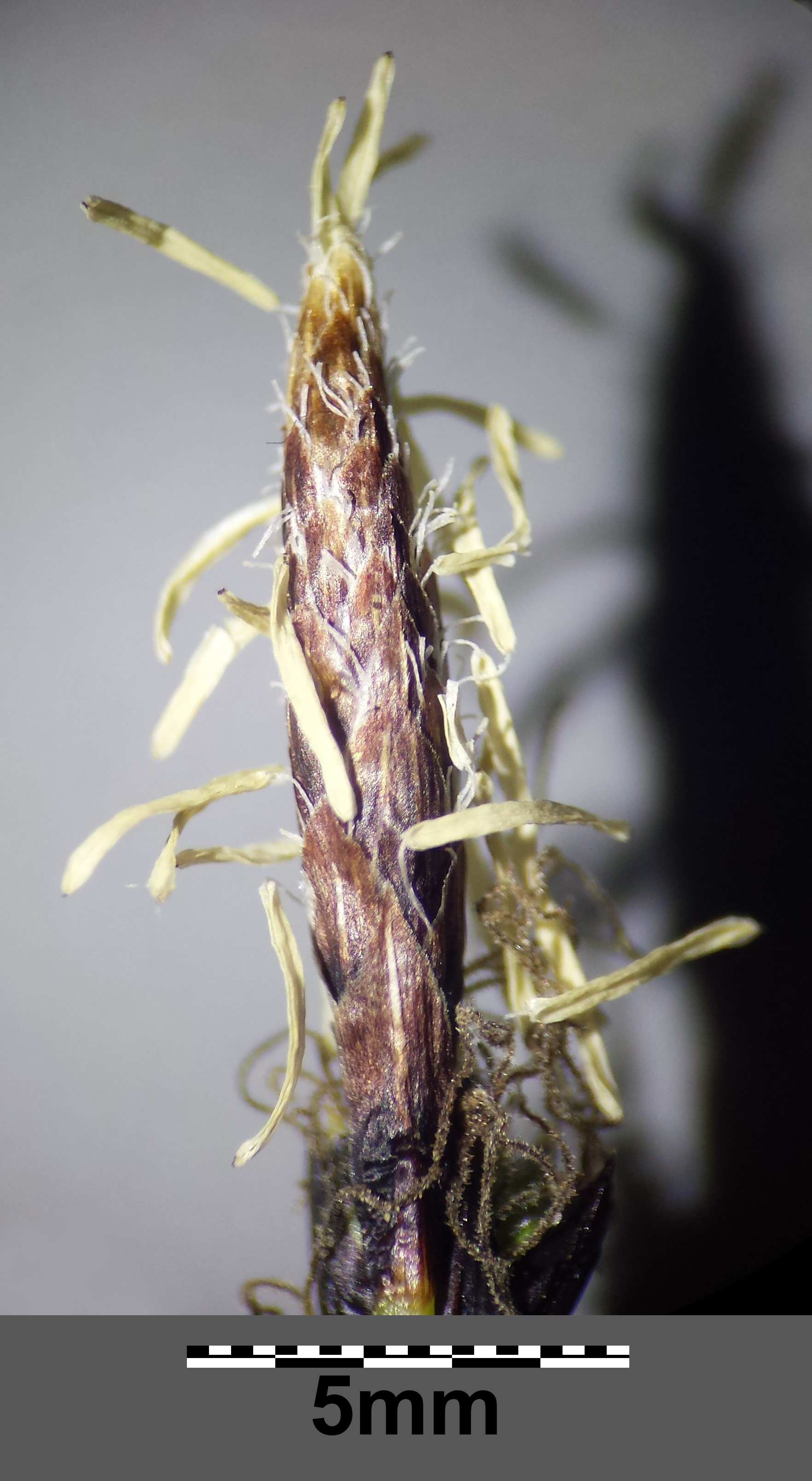
Kwiaty męskie
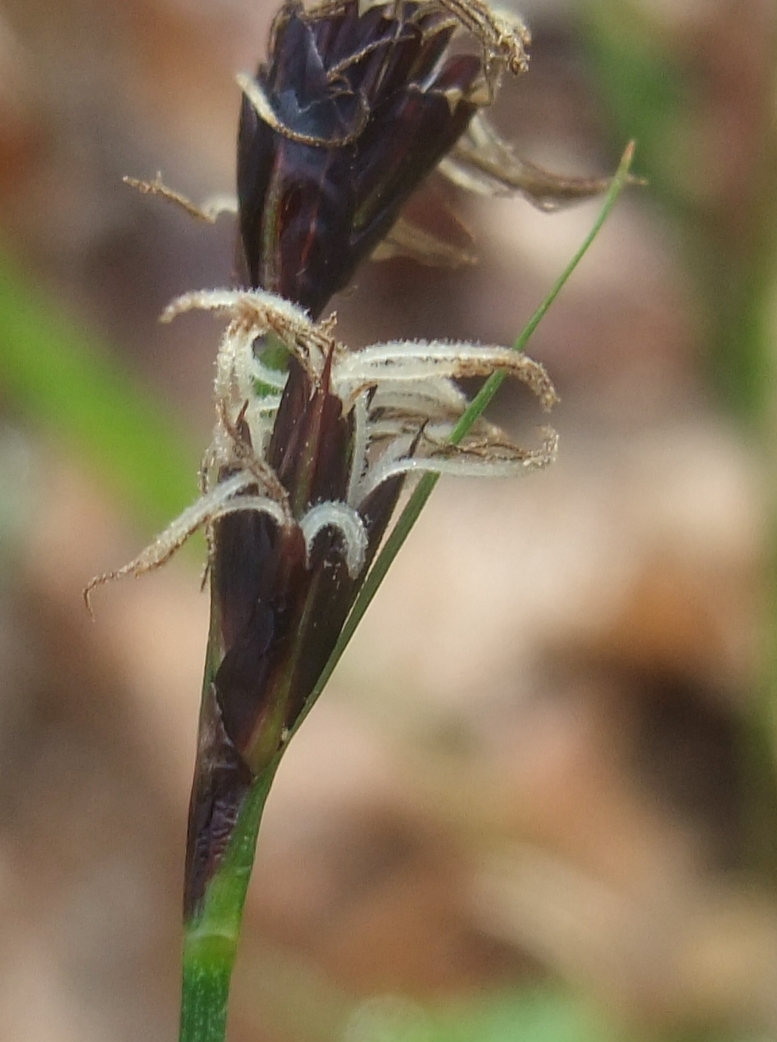
Kwiaty żeńskie
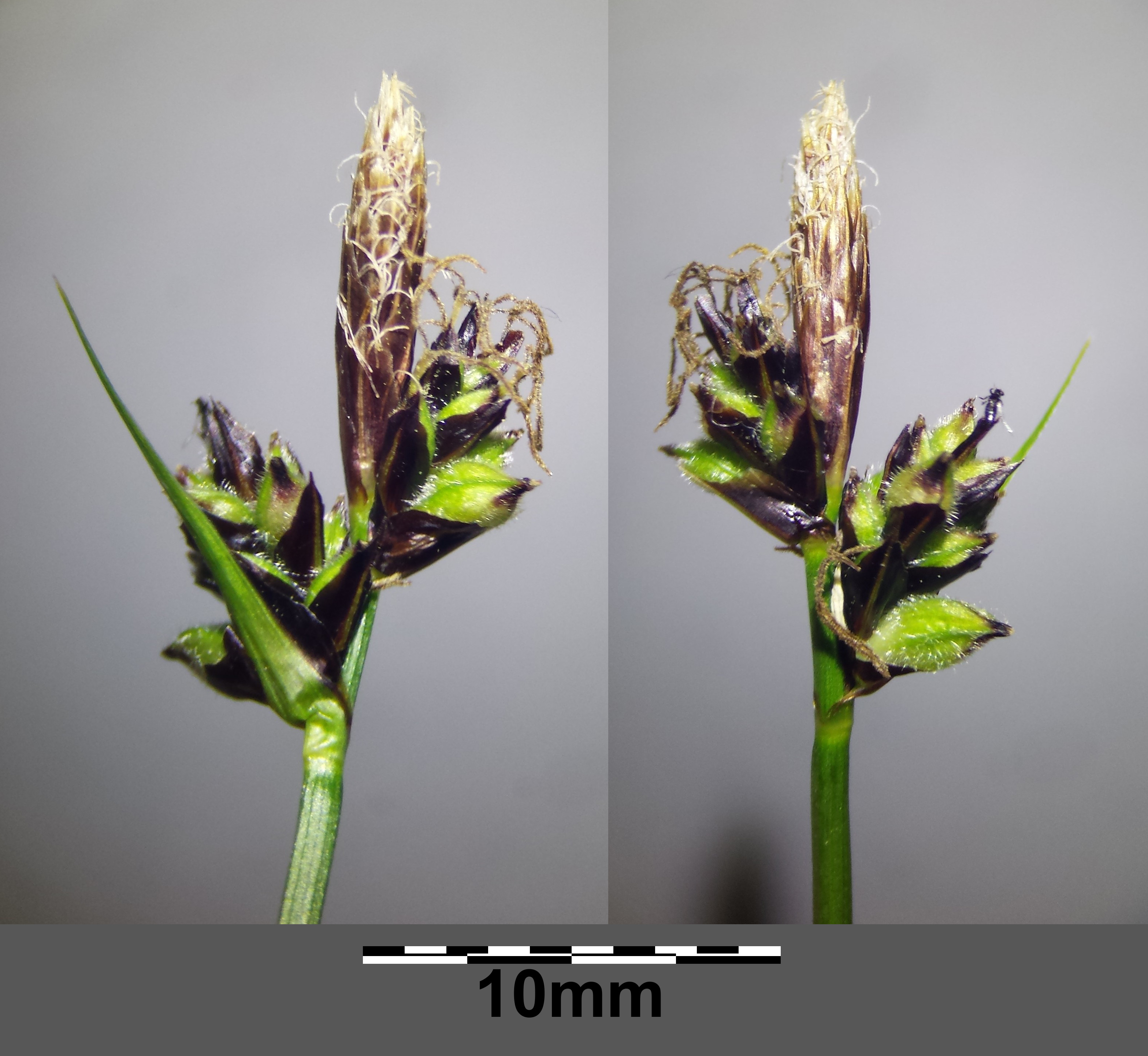
Owoce
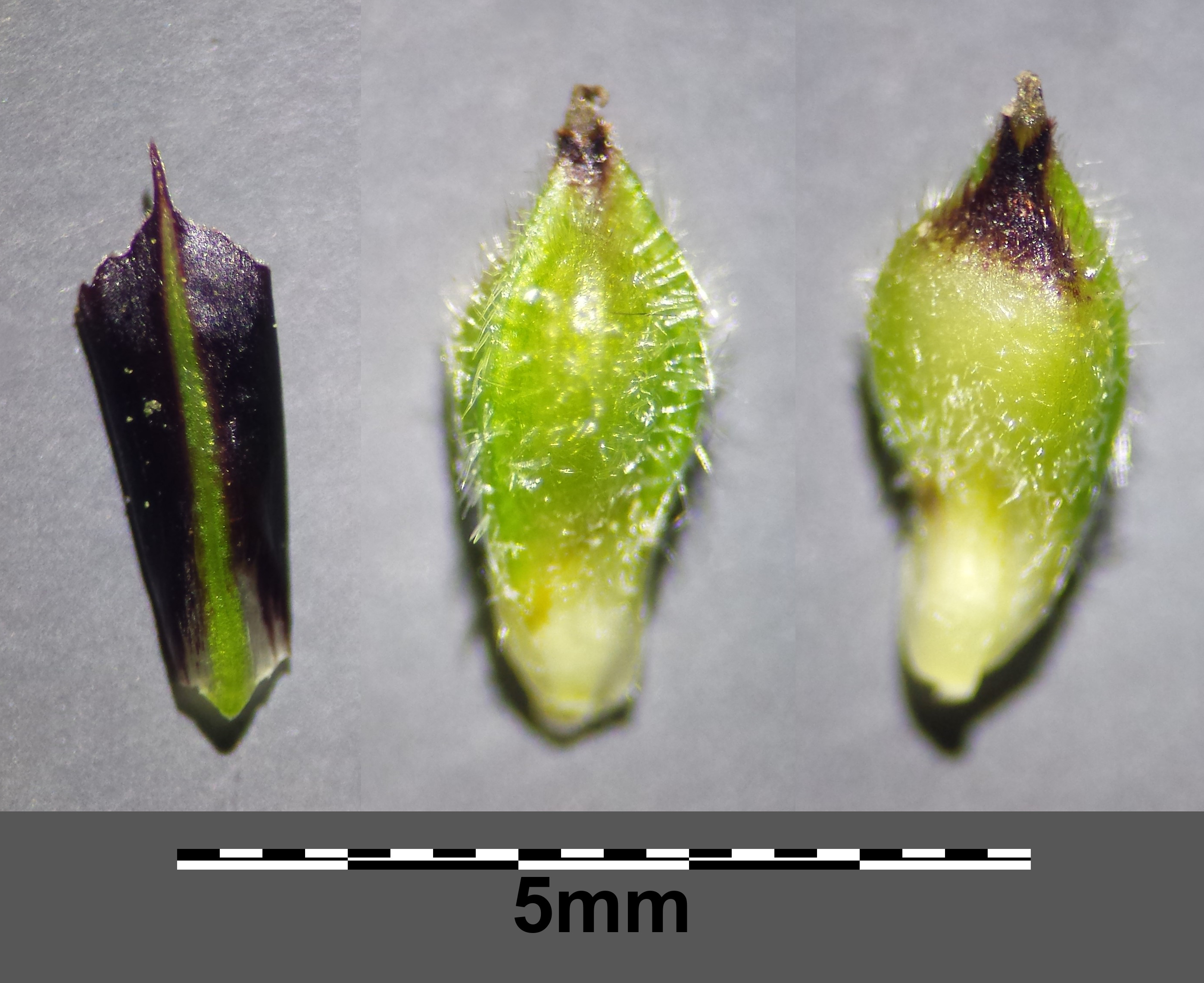
Przysadka i owoc

Gatunki podobneZ podobnych kępkowych turzyc o szczytowym kwiatostanie męskim i skupionych przy nim gęstych, jajowatych kwiatostanach żeńskich turzyca wrzosowiskowa C. ericetorum różni się łuskowatą podsadką i ciemnozielonymi liśćmi, turzyca wiosenna C. caryophyllea różni się podsadką z wyraźną pochwą, przysadki ma jaśniejsze (nigdy nie czarne), turzyca pigułkowata C. pilulifera ma jasne, brązowo-zielone do zielonych przysadki.

## Biologia i ekologia
Turzyca pagórkowa jest byliną kwitnącą od kwietnia do czerwca, owocującą od czerwca do lipca. Rośnie w miejscach nasłonecznionych i ciepłych – w widnych lasach i zaroślach, czasem w murawach kserotermicznych. Zanika w przypadku wprowadzania w tych miejscach upraw sosny lub rozwoju bardziej cienistych lasów grądowych. Gatunek uznawany jest za wskaźnikowy dla starych lasów.

## Zastosowanie
Bywa uprawiana jako ozdobna roślina okrywowa na terenach zieleni, w ogrodach skalnych, ale rzadko jest obecna w ofercie handlowej.